# Dudleya
Dudleya é um género botânico pertencente à família Crassulaceae.